# Île Ratoua
Île Ratoua ist eine kleine Insel in der Provinz Sanma im pazifischen Inselstaat Vanuatu.

## Geographie
Die Île Ratoua liegt zwischen Aore und Malo gut 50 Meter südlich der Siedlung Port Latour von Aore. Sie hat ein Gegenstück in der Insel Île Souchounlagré vor der Nordküste von Malo. Eine weitere Insel im Wawa Channel (Brut Channel), der schmalen Wasserstraße zwischen Aore und Malo ist Île Wékésa im Westen.

## Klima
Das Klima von Ratoua ist feucht-tropisch. Die Jahresniederschlagsmenge liegt bei 3000 mm. Oft wird die Insel durch Zyklone und Erdbeben heimgesucht.

## Geschichte
Anfang des 20. Jahrhunderts war Vanuatu ein britisch-französisches Kondominium. Bis zur Selbstständigwerdung 1980 wurde die Insel als Kokos-Plantatge zur Herstellung von Kopra genutzt.

### Resort
2005 erwarb ein französischer Naturliebhaber die Insel und begründete ein Resort-Hotel, mit dem Ziel nachhaltige Nutzung und Naturschutz zu kombinieren. Das Resort ist nach einer „eco-friendly“-Philosophie gestaltet, indem die natürlichen Ressourcen genutzt werden und zugleich Einheimische angestellt werden, um deren Wohlstand zu fördern.